# Naafversnelling
Een naafversnelling is een versnellingssysteem voor fietsen dat geheel in de naaf van het achterwiel is weggewerkt. Hierdoor is het versnellingssysteem relatief onderhoudsarm. Het onderdeel waarmee wordt geschakeld heet de versteller. Een naafversnelling vraagt iets minder onderhoud dan een derailleur, omdat het versnellingsmechaniek in de naaf is verwerkt.
Sturmey-Archer was in de 20e eeuw nog de bekendste producent van versnellingsnaven, maar dat is sindsdien veranderd.

## Werking

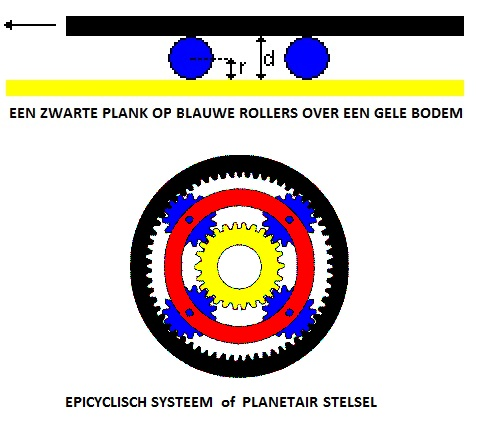
Werking van planeetwielen

Een naafversnelling werkt met een systeem van tandwielen, een planeetwielmechanisme. Andere namen voor dit mechanisme zijn epicyclisch systeem en planetair stelsel. Door het manipuleren van de versteller, die via een bowdenkabel met het versnellingsmechaniek is verbonden, worden de tandwielen geschakeld en verandert de overbrengingsverhouding. Er bestaan ook naven die worden bediend door even terug te trappen. 
De basis van het planeetwielmechanisme komt uit uurwerken en werd al voor 1800 als schakelsysteem in stoommachines toegepast. De Crypto-trapas voor de hoge bi (1878) was het eerste planetair stelsel in de fietstechniek; het had twee standen: een directe aandrijving en een versnelling. Met de komst van de kettingaandrijving kon naafversnelling in de achternaaf worden toegepast. 
Een planetair stelsel bestaat uit: een zonnewiel (geel), de planeetwielen (blauw) die gekoppeld worden in  een stalen planeetwieldrager (rood), en een overkoepelend ringwiel (zwart). Het zonnewiel staat stil en de planeetwieldrager draait langzamer dan het ringwiel. Het planetair stelsel zit in een naaf; de naaf bevat een as, een naafhuis waar het wiel aan vastzit en een aandrijfkop waar het kettingwiel aan vastzit. De as zit vast in het frame; het zonnewiel zit vast op de as. We gaan nu schakelen door het naafhuis en de aandrijfkop te verbinden met de planeetwieldrager of het ringwiel. Als we de aandrijfkop verbinden met het ringwiel (snel), en de planeetwieldrager (langzaam) met het naafhuis hebben we een vertraging. Het kettingwiel gaat nu vaker rond dan het naafhuis. Als we de aandrijfkop verbinden met de planeetwieldrager (langzaam) en het ringwiel (snel) met het naafhuis, hebben we een versnelling. In de drieversnellingsbak bestaat niet alleen de mogelijkheid om te versnellen of te vertragen. In de tweede versnelling wordt de aandrijfkop direct aan het naafhuis gekoppeld. De driebak kent dus: 1. een vertraging, 2. een directe aandrijving, 3. een versnelling.
Grootte van de versnelling. Als zonnewiel en ringwiel Z resp. R tanden hebben, dan correspondeert met één omwenteling van de planeetwieldrager 1+Z/R omwentelingen van het ringwiel. De versnelling bedraagt dus Z/R ofwel 100 Z/R %.
Dat dit zo is kan als volgt worden ingezien. Draai het zonnewiel één omwenteling linksom, terwijl de planeetdrager wordt vastgehouden.
Het passeren van de Z tanden van het zonnewiel wordt door de (rechtsom draaiende) planeten doorgegeven aan het ringwiel, dat dus gelijkertijd rechtsom draait over eveneens Z tanden. Het ringwiel maakt dus een gedeelte Z/R van een hele omwenteling rechtsom. Draai vervolgens het hele mechanisme één omwenteling rechtsom. Dit resulteert in de volgende eindtoestand: Het zonnewiel is weer terug in zijn uitgangspositie. De planeetwieldrager was eerst gefixeerd, en maakte dus in totaal alleen die éne omwenteling rechtsom mee. Het ringwiel draaide eerst een gedeelte Z/R van een omwenteling rechtsom, en vervolgens nog een hele omwenteling, tezamen dus de gestelde 1+Z/R omwenteling.
Anders dan bij een derailleur verandert bij een naafversnelling de fietsketting niet van plaats. De ketting kan dus altijd in een rechte kettinglijn blijven lopen. Een ander voordeel van een naafversnelling boven een derailleur is dat het tandwielsysteem opgesloten is in de behuizing van de naaf, en daar stof- en vochtvrij werkt. Ook kan daardoor beter voor smering worden gezorgd zodat met bijzonder weinig wrijving kan worden geschakeld.
Het veranderen van versnelling bij een naafversnelling vindt plaats in onbelaste toestand door even geen kracht op de trappers te zetten. Dit veranderen van versnelling kan ook plaatsvinden, als er niet getrapt wordt, bijvoorbeeld als de fiets stilstaat (dit in tegenstelling tot bij de derailleur).

## Mogelijkheden
Het aantal versnellingen is 2 tot 14; het gangbaarst zijn de naven met 3, 5, 7 en 8 versnellingen. Bij meer dan 3 versnellingen worden meerdere planetaire stelsels gecombineerd. Het grootste aantal van 14 versnellingen is te vinden in de Rohloff Speedhub 500/14. Er bestaat ook een naaf met traploze verstelling, de Enviolo, vroeger NuVinci geheten; dit is echter een tractie-aandrijving en geen epicyclisch systeem.
In sommige ontwerpen wordt naast het versnellingsmechanisme ook een dynamo of een remmechanisme in de naaf ingebouwd. Vaak is dat een trommelrem maar ook terugtrapremmen komen voor. Een buitenbeentje is de kabelloze Torpedo tweeversnellingsnaaf Duomatic uit 1964 van Fichtel & Sachs. Deze schakelt door even terug te trappen en remt door krachtig terug te trappen. In 1974 werd hier een zelf-schakelende versie uit ontwikkeld: de Automatic; het schakelen gebeurt op basis van vliegwielwerking. Rond 1980 is de productie van deze naven gestaakt. In 2011 heeft Sturmey-Archer een nieuwe versie van de Duomatic uitgebracht en de firma SRAM een nieuwe versie van de Automatic.
Stel de lichtste versnelling is 63% van de directe aandrijving, en de zwaarste versnelling is 158% van de directe aandrijving. Dan zeggen we: het bereik van de naaf is {\displaystyle {\frac {158}{63}}\times 100\%=251\%}. Dit geeft dus de spreiding van de versnellingen aan. Hoe groter het verschil tussen de lichtste en de zwaarste versnelling, hoe groter het getal in procenten.

## Energieverliezen
Doordat de aandrijving over een aantal in elkaar grijpende tandwielen verloopt, zijn er altijd energieverliezen, die tot uiting komen in het gevoel van zwaarder trappen. Deze verliezen worden omgezet in warmte. Het minste verlies van rond 2% treedt op bij de prise directe. Bij andere versnellingen liggen de verliezen op van 10-15%.
Een speciale versnelling is de Enviolo-versnelling, waarbij door de inwendige wrijving de verliezen rond de 20% liggen. Dit is merkbaar door zwaar trappen in alle overbrengingsverhoudingen. Het systeem wordt daardoor vrijwel alleen toegepast op fietsen met elektrische trapondersteuning, waarbij de motor dit rendementsverlies niet merkbaar voelbaar maakt. Bij een te zware belasting worden deze verliezen nog groter, dus neemt de warmteontwikkeling toe, en kan door overbelasting van het systeem dit zover toenemen, dat inwendige schade optreedt.

## Lijst met meest gangbare versnellingsnaven
| Merk           | Model                                          | Aantal versnellingen | Bereik      | Gewicht     |
| -------------- | ---------------------------------------------- | -------------------- | ----------- | ----------- |
| Rohloff        | Speedhub 500/14                                | 14                   | 526%        | 1700-1825 g |
| Shimano        | Alfine SG-700                                  | 11                   | 419%        | 1600-1744 g |
| Shimano        | Alfine SG-500                                  | 8                    | 307%        | 1600 g      |
| Shimano        | Nexus Inter-8                                  | 8                    | 307%        | 1550-1990 g |
| Shimano        | Nexus Inter-7                                  | 7                    | 244%        | 1465-1860 g |
| Shimano        | Nexus Inter-4                                  | 4                    | ?           | ?           |
| Shimano        | Nexus Inter-3                                  | 3                    | 184%        | ?           |
| SRAM Sachs     | Spectro P5 (Pentasport)                        | 5                    | 251%        | 1300-1400 g |
| SRAM Sachs     | Spectro S7 (Super 7)                           | 7                    | 303%        | 1645-1826 g |
| SRAM           | i-Motion 9                                     | 9                    | 340%        | 2000-2400 g |
| SRAM Sachs     | Spectro E12 (Elan)                             | 12                   | 339%        | 3500-4000 g |
| Sturmey-Archer | XRF-8, X-R[F/D/K]8                             | 8                    | 305-325%    | 1480-1600 g |
| Sturmey Archer | S5, AT5, SAB, Sprinter-5, [S/X/XL]-R[C/D/F/K]5 | 5                    | 225-256%    | 1200-1760 g |
| Sturmey-Archer | F[B/C/M/G/W]                                   | 4                    | 134-160%    | ?           |
| Sturmey-Archer | A[BC/T3],AW[C],S[C3/SAB], [S/X/XL]-R[F/S/F]3   | 3                    | 178%        | 1000-1380 g |
| Brompton       | BSR                                            | 3                    | 178%        | ?           |
| Brompton       | BWR                                            | 3(×2)                | 246% (302%) | 940 g       |
| Enviolo        | City                                           | ∞                    | 310%        | 2450 g      |
| Enviolo        | Trekking                                       | ∞                    | 380%        | 2450 g      |
| Enviolo        | Heavy Duty                                     | ∞                    | 380%        | 2450 g      |